# Hartland (Maine)
Hartland es un pueblo ubicado en el condado de Somerset en el estado estadounidense de Maine. En el Censo de 2010 tenía una población de 1.782 habitantes y una densidad poblacional de 16,02 personas por km².

## Geografía
Hartland se encuentra ubicado en las coordenadas 44°52′47″N 69°31′14″O / 44.87972, -69.52056. Según la Oficina del Censo de los Estados Unidos, Hartland tiene una superficie total de 111.26 km², de la cual 96.1 km² corresponden a tierra firme y (13.62%) 15.15 km² es agua.

## Demografía
Según el censo de 2010, había 1.782 personas residiendo en Hartland. La densidad de población era de 16,02 hab./km². De los 1.782 habitantes, Hartland estaba compuesto por el 96.97% blancos, el 0.51% eran afroamericanos, el 0.34% eran amerindios, el 0.39% eran asiáticos, el 0% eran isleños del Pacífico, el 0.28% eran de otras razas y el 1.52% pertenecían a dos o más razas. Del total de la población el 1.01% eran hispanos o latinos de cualquier raza.